# Sphaeridiini
Sphaeridiini  (лат.) — триба жуков из семейства водолюбов подсемейства Hydrophilinae.

## Описание
Усики прикреплены под краем лба. Бока головы перед глазами не выемчатые.

## Экология
В отличие от большинства водолюбов, ведут преимущественно наземный образ жизни. Представители рода Sphaeridium во взрослом состоянии питаются навозом.

## Список родов
- Sphaeridium
- Coelostoma